# 瓦斯卡兰国家公园
瓦斯卡兰国家公园（西班牙語：Parque Nacional Huascarán）是秘鲁的一座国家公园，位于安第斯山脉西部的布蘭卡山脈。秘鲁的最高峰，海拔6,768米的瓦斯卡兰山的北峰就坐落在此。1985年列入联合国教科文组织世界遗产。

## 保护
秘鲁政府于1975年开始保护瓦斯卡兰国家公园，首先保护的是植物和动物、地质构造、考古遗址（包括查文文化的文物）和山脉的全景风光，并鼓励科研机构进入该地区思考如何利用自然和文化资源。旅游业是促进该地区经济发展的主要动力，这使得其保护让其居民和其他人得到财富。 1985年，国家公园被列为联合国教科文组织世界遗产。

## 地理
瓦斯卡兰国家公园的海拔在2000到6000米，其中最高峰高达6768米。该公园面积3000平方公里，其中包含冰川663个，湖泊296谭、河流41条。

## 气候
瓦斯卡兰国家公园一年有两个季节。这取决于两个主要因素：第一，来自亚马逊河流域温暖、湿润的风，在每年的12月至次年3月产生大量雨水；第二，每年5月至10月为枯水期，这时阳光明媚，温度达到25℃，但夜晚寒冷，气温可能降到0℃。

## 登录基准
该世界遗产被认为满足世界遺產登錄基準中的以下基準而予以登錄：
- （vii）包含出色的自然美景与美学重要性的自然现象或地区。
- （viii）代表生命进化的纪录、重要且持续的地质发展过程、具有意义的地形学或地文学特色等的地球历史主要发展阶段的显著例子。